# Neurigona procera
Neurigona procera är en tvåvingeart som beskrevs av Stefan Naglis 2003. Neurigona procera ingår i släktet Neurigona och familjen styltflugor.
Artens utbredningsområde är Honduras. Inga underarter finns listade i Catalogue of Life.